# Nemadoras
Nemadoras — рід прісноводних риб з родини Бронякові ряду сомоподібних.

## Опис
Загальна довжина представників цього роду коливається від 8 до 14 см. Голова коротка витягнута. Очі великі. Є 3 пари маленьких вусиків біля морди. Тулуб стрункий, подовжений. Уздовж бічної лінії є пластинки, на відміну від інших родів без шипів. Спинний плавець високий, невеличкий, з короткою основою. Грудні плавці добре розвинені. Черевні, анальний та жировий плавці маленькі. Хвіст помірно великий, розрізаний.
Забарвлення сіре, коричневе зі світлими відтінками.

## Спосіб життя
Біологія відома погано. Воліють до повільних річок. Активні вночі та присмерку. Вдень ховаються серед корчів та рослин. Живляться дрібними водними безхребетними.

## Розповсюдження
Мешкають в басейні річок Амазонка, Оріноко, Бранко і Ессекібо.

## Види
- Nemadoras elongatus
- Nemadoras hemipeltis
- Nemadoras humeralis